# Fredrik Gelhaar
Fredrik Otto Gelhaar, född 20 oktober 1806, död 17 januari 1886 i Hedvig Eleonora församling, Stockholms stad, var en svensk oboist, bror till Bror August Gelhaar, från 1836 gift med Mathilda Gelhaar och far till Wilhelmina Gelhaar.
Gelhaar var anställd som oboist vid Kungliga hovkapellet från 1827. Han var andre oboist säsongen 1850/51 och tredje oboist 1848–1850 samt 1851–1868. Makarna Gelhaar är begravda på Norra begravningsplatsen utanför Stockholm.